# Chiesa di San Michele Arcangelo (Brendola)
La chiesa arcipretale di San Michele Arcangelo è la parrocchiale di Brendola, in provincia e diocesi di Vicenza.

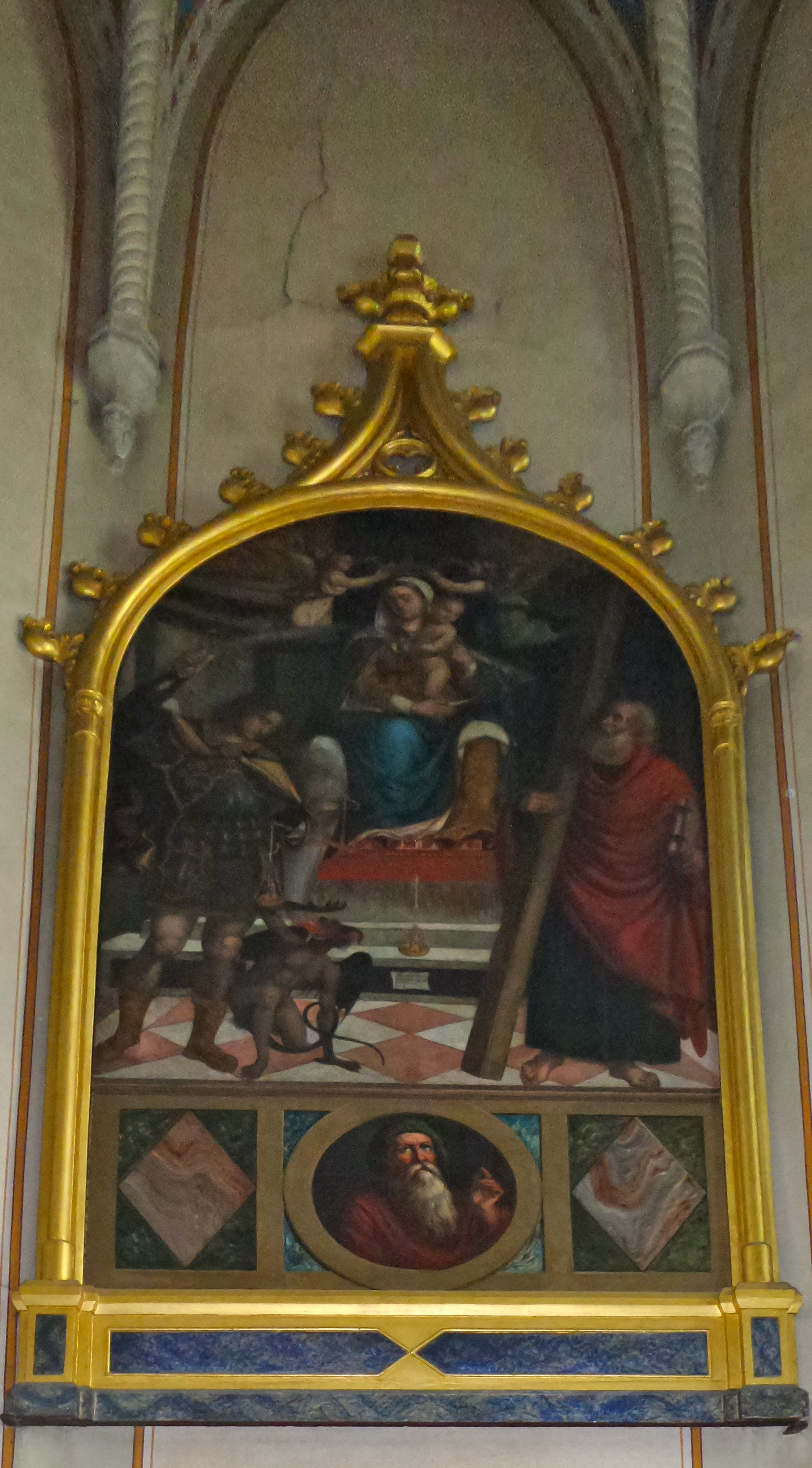
La Madonna assisa, con su le ginocchia il Bambino che tiene tra le mani un cardellino, ed ai lati l'Apostolo Andrea e S. Michele Arcangelo che contende le anime al maligno, di Gerolamo Dal Toso (1528), pala d'altare della chiesa

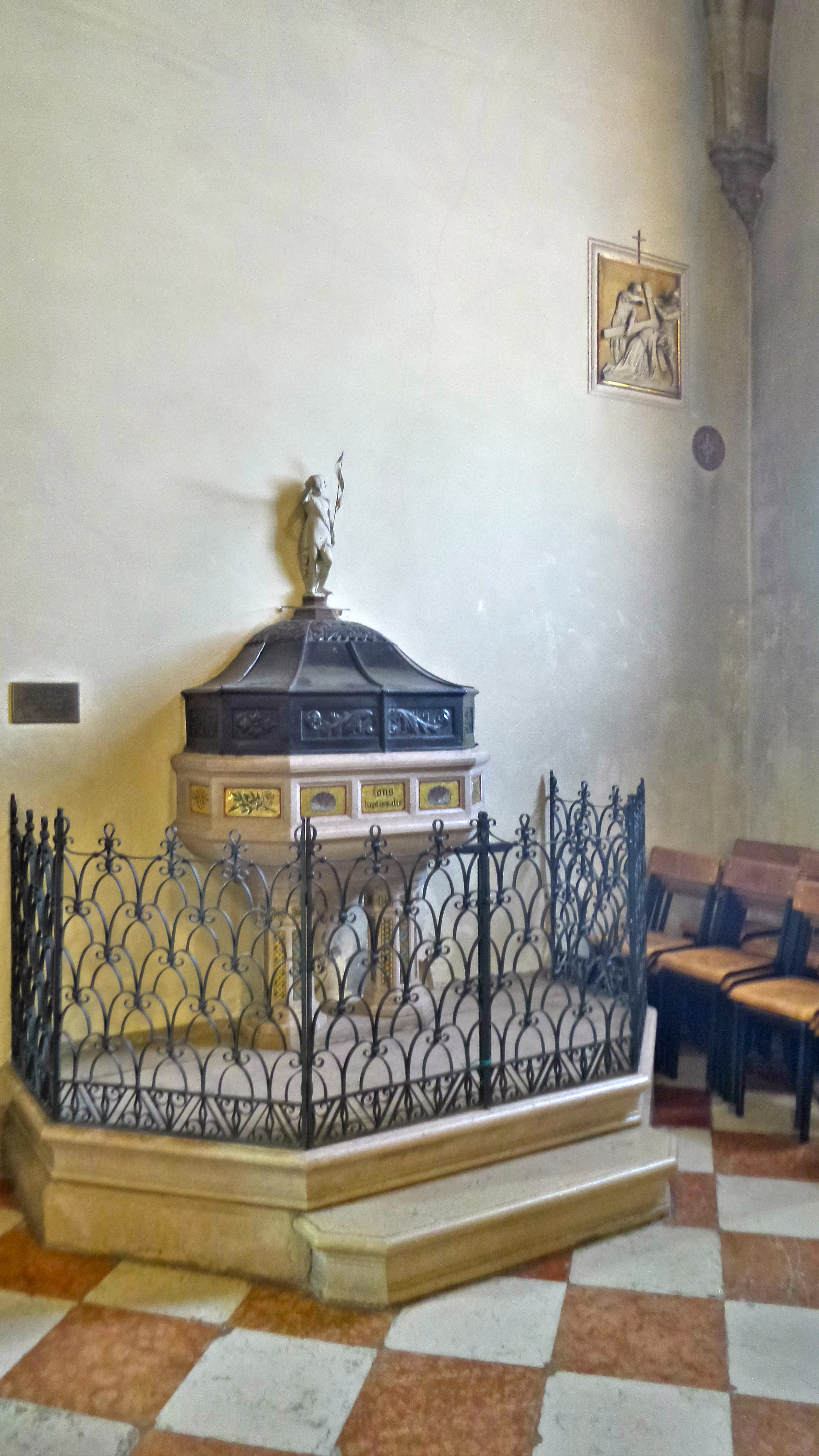
Il fonte battesimale

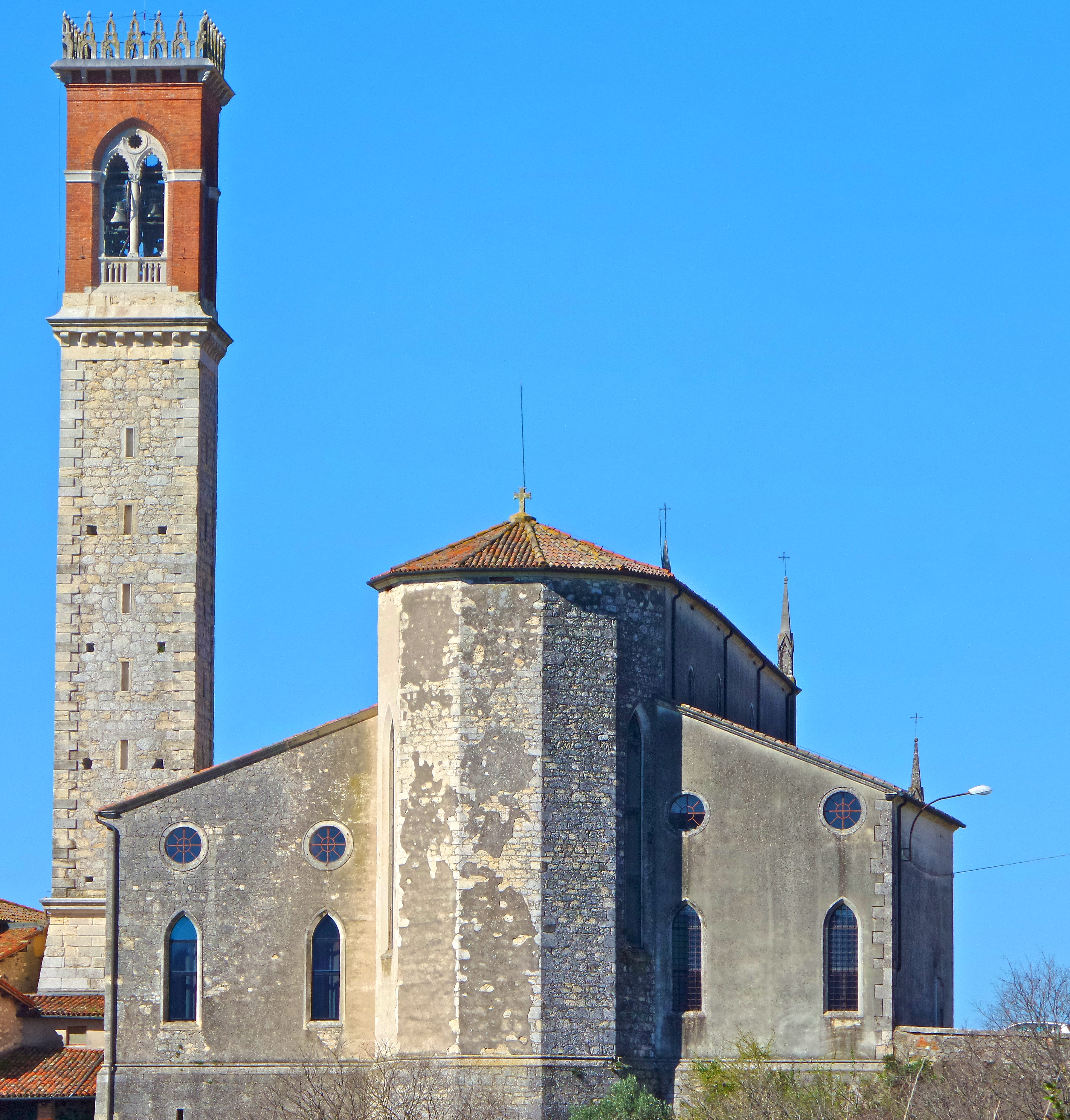
Versante est (posteriore) della chiesa

Pianta della chiesa

## Storia

### Precedenti edifici di culto
Probabilmente il primo luogo di culto a Brendola ebbe origine nel VII secolo, durante il periodo di insediamento longobardo: in un manoscritto del 1733 del parroco di allora è riportato che sotto la rupe del castello erano visibili i resti di un'antichissima cappella, che la comunità riteneva essere l'originaria parrocchiale. Dei rilevamenti effettuati alla fine del XX secolo hanno individuato dei fori per travi, scavati nella roccia, ritenuti quelli atti al sostegno del tetto della chiesetta primitiva.
Un resto visibile è un architrave usato per la porta della casa dei cappellani, nella Cappella della Concezione (costruita nel XII secolo e distrutta nel 1500 per essere ricostruita), che riporta l'incisione in lettere gotiche "CHRISTUS ANNO 1006", ritenuta per questo originariamente l'architrave del portale della chiesa antica o di un suo ampliamento.
Il documento più antico pervenutoci su una chiesa situata nella zona di quella attuale è un verbale che riporta:
Questa chiesa, allora intitolata come pieve, edificata nel XII secolo circa, era larga 6 m e lunga 18 m, con altare maggiore in legno e tabernacolo di marmo, in stile gotico. Si ha documentazione che riporta la presenza di figure religiose, come Cristo, con citazioni in latino della Bibbia; intorno alle mura, sempre all'interno, vi erano tre piccoli altari, intitolati a Sant'Antonio abate, Santa Caterina e San Giovanni evangelista, oltre alla già citata Cappella della Concezione. Non esisteva un campanile.
Seguendo l'ordine cronologico dei documenti rinvenuti, si evince che il 1º luglio 1277 la parrocchia di San Michele era stata inserita tra le parrocchie che delimitavano i confini della circoscrizione dell'allora Pieve di Santa Maria del Duomo di Vicenza. Nel 1297 fu poi annessa al vicariato di Montebello, ma nel 1337 venne istituito il vicariato di Brendola, sotto il quale ovviamente rientrava la chiesa di San Michele. Nel 1401 la chiesa ottenne il titolo di "chiesa arcipretale", di cui tuttora è insignita.
La chiesa, verso la fine del Medioevo, era ormai decadente e la popolazione era aumentata al punto da non contenerla durante le funzioni. Tra il 1499 e il 1500 venne completamente ristrutturata, demolendone gran parte per eseguire degli ampliamenti e rendere più solida la struttura. L'edificio risultante era 3 m più largo, furono aggiunti sagrestia e presbiterio, il portale maggiore ebbe un architrave di 4,5 m per 3 con inciso "MAXIMO DEO MATRIQUE EIUS ATQUE DIVO MICHAELI - 18 M. AUGUSTI 1499", sopra il portale fu costruita una nicchia contenente il busto in marmo di Brenno ancora conservato nella odierna canonica; i tre altari vennero mantenuti ma spostati e rinnovati; fu innalzata la cappella dell'altare maggiore ampia 36 m² e infine scolpita una targa (conservata e inserita nell'edificio attuale) che descrive l'opera di ristrutturazione. Della stessa epoca è il campanile, allora con copertura a pigna e in seguito rialzato per inserire l'orologio; nell'area in cui ora si trovano l'attuale campanile, l'abitazione adiacente e parte del piazzale esisteva il cimitero, circondato da un muro in pietra.
Nell'Oratorio dell'Annunciazione, edificato nel 1492, esiste un affresco di Giovanni Buonconsiglio del 1528 che raffigura la chiesa di San Michele come allora appariva: la facciata era molto simile a quella attuale, senza le due navate laterali. Nello stesso anno viene dipinta la pala d'altare che è ancora visibile nell'odierna chiesa; l'opera, di dimensioni 188 cm x 254 cm realizzata in olio su tela, rischiò alla fine del Settecento di finire tra i furti napoleonici, in quanto inserita tra i dipinti da prelevare e spedire a Parigi, cosa non avvenuta a causa degli impegni militari di Napoleone. Nel 1600 all'altare di S. Antonio venne aggiunta una tela con rappresentati Sant'Agata e San Rocco, altare che dopo le scongiurate pesti venne intitolato solo a San Rocco; 18 anni dopo venne aggiunta una seconda cappella, dedicata alla Beata Vergine del SS. Rosario, e a fine secolo i muri vennero dipinti.
Nel 1696 furono già necessari interventi per rimediare al degrado della Cappella della Concezione. I documenti testimoniano che nel XVIII secolo Brendola era ancora sede del vicariato, comprendente gli attuali comuni di Altavilla Vicentina, Arcugnano, Grancona e Sarego; la parrocchia di San Michele contava circa 2.000 abitanti e ad essa facevano capo 12 tra chiese e oratori (San Vincenzo in Valle, San Rocco in piazzetta del Vicariato, Sant'Antonio da Padova in Valle, Madonna dei Prati, Cappella dell'Assunzione in Casavalle, antica Santo Stefano, San Valentino, Sant'Antonio da Padova in Rondole, San Nicolò, Oratorio dell'Annunciazione, Sant'Agostino, San Marcello), dei quali la metà ai tempi dei documenti era già gravemente diroccata, e solo 3 sono arrivate visibili ai giorni nostri (Madonna dei Prati, Oratorio dell'Annunciazione, Cappella dell'Assunzione a Casavalle).

### La costruzione
Verso la metà dell'Ottocento però il campanile e la chiesa erano giunti a uno stato di obsolescenza che richiedeva interventi urgenti. Dai rilevamenti eseguiti nel 1845 a tutto l'edificato, la situazione più grave fu riconosciuta nel campanile, fatiscente e dilaniato dai fulmini: venne abbattuto e costruito un nuovo campanile sul terreno adiacente (nel frattempo il cimitero era stato trasferito in pianura su ordinamento dell'Impero austriaco). Nel 1847 il nuovo campanile fu terminato: una torre merlata in stile classico fino alle campane e gotico nelle bifore, per la spesa totale di 12.556,14 lire venete. Vennero installate all'interno della torre le due vecchie campane, più una nuova campana più grande, richiesta dalla comunità.
Contemporanea all'installazione della nuova campana fu la stesura del progetto per il rinnovo della chiesa, di fatto forzato ad essere una completa ristrutturazione. I lavori per la chiesa ebbero inizio il 24 marzo 1850. Vennero subito isolate le due cappelle, furono scavate le fondamenta del muro sul lato lungo (a nord, opposto a quello contiguo al campanile) e quelle della facciata. Come spesso accadeva all'epoca, la popolazione era unita nella costruzione del proprio luogo di culto, dove ogni famiglia portava manodopera volontaria e/o materiale da costruzione, scavato dalle prossime cave di Arcugnano o recuperato dalla demolizione della chiesa o dalle rovine della Rocca dei Vescovi; una parte della popolazione però era disunita sulla struttura finale della chiesa, in particolare il progetto approvato prevedeva tre navate, al contrario della navata unica che questa parte di cittadinanza pretendeva. Ciononostante, venne mantenuto il progetto con tre navate. A novembre 1854 la chiesa era quasi completata, se non per la pavimentazione e le gradinate.
Il 10 giugno 1859 venne approvato il collaudo delle opere eseguite e il termine delle stesse, per un costo di 37.432,82 lire (equiparabili a circa 180.000 euro del 2013). Il 17 novembre 1861 si tenne l'inaugurazione.

### Interventi successivi
Non mancò molto dalla consacrazione che la comunità volle decorare ulteriormente la chiesa, attingendo a nuove risorse. Nel 1882 venne inserita un fonte battesimale, dove è stata battezzata Santa Bertilla, mentre furono sostituiti gli altari medievali di Sant'Antonio e Santa Caterina, in luogo dei quali vennero installati dei nuovi altari in marmo di Carrara dedicati a San Rocco e alla Madonna del Rosario, completati nell'agosto 1884. Dopo questi interventi risultavano più ricchi gli altari laterali dell'altare maggiore, che per questo venne ricostruito sullo stesso stile degli altri nel 1888. Dell'altare originale restano solo i tre gradini di marmo rosso di Verona che portano al tabernacolo.
Il 17 ottobre 1890 il vescovo Antonio Maria de Pol consacrò la chiesa di San Michele Arcangelo, in memoria di cui venne scolpita una targa di marmo affissa all'ingresso della Cappella della Concezione.
Nel XX secolo vennero sostituiti anche gli ultimi due altari, negli anni 1910 fu inaugurato quello a sant'Antonio di Padova e nel 1961 l'ultimo, per santa Bertilla, nell'anno della proclamazione di santità, alla quale è dedicato anche il mosaico in vetro presente nel rosone installato nel 1986. Nel 1965 venne sostituito l'orologio, l'anno dopo le campane vennero elettrificate e nel 1968 vennero fuse per creare sei nuove campane.

## Descrizione

### Esterno
Ad esclusione dello spessore delle mura, la chiesa è ampia 16 m e profonda 25, per un'altezza di 13 m. La facciata a salienti, che rimanda alle tre navate interne, presenta un motivo a losanghe rosse ripetute su uno sfondo giallo; sull'architrave del portone d'ingresso è posto un bassorilievo raffigurante l'arcangelo Michele che fulmina il drago. L'asse centrale della chiesa è diretto esattamente da est a ovest, con la facciata rivolta a ovest; tra il muro rivolto a sud (una delle poche parti rimaste dalla chiesa precedente) e il campanile è posto l'ingresso della Cappella della Concezione, congiunto alla piazza tramite una gradinata in ciottoli.

### Interno

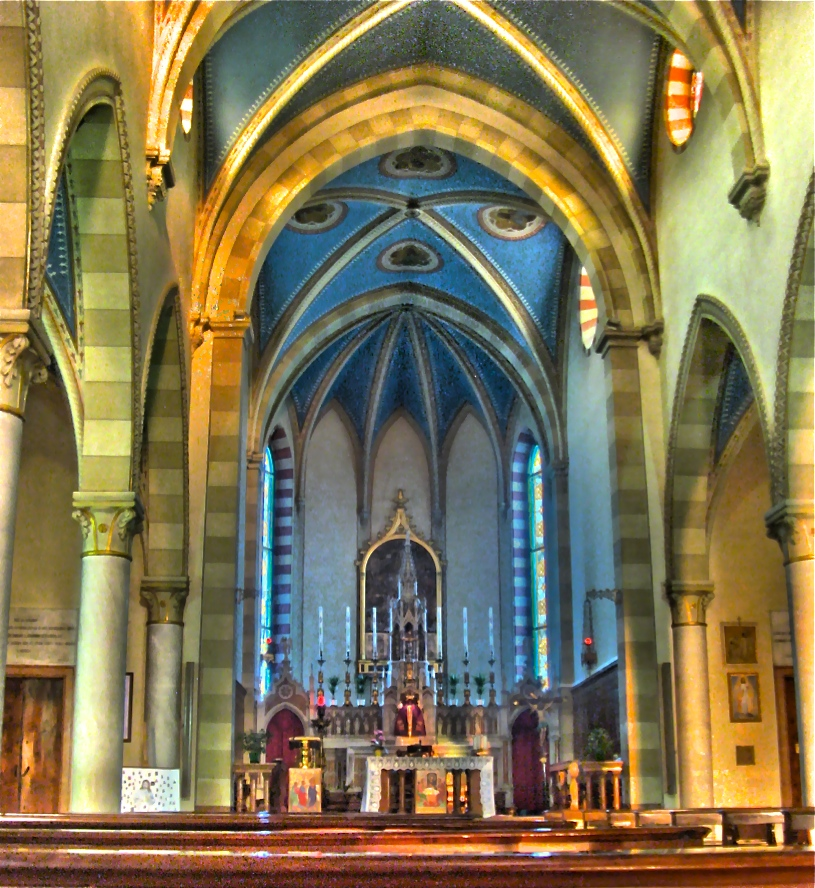
Interno

La disposizione è a tre navate, tutte e tre coperte da volte a crociera in tinta azzurra e ricamate con spirali bianche; le navate laterali sono separate dalla centrale da quattro file di colonne. Con l'ingresso alle spalle, sulla sinistra si trovano in ordine gli altari di sant'Antonio e di Maria Vergine, mentre sulla destra gli altari di santa Bertilla e di san Rocco. Tra le due coppie di altari ci sono ingressi secondari, di cui quello a sud non è in funzione.
Sul fondo della navata nord ha sede la sagrestia, nella navata sud invece si trova l'accesso interno alla Cappella della Concezione, che al suo interno contiene un piccolo altare (posto sulla parete a nord) con una statua in marmo della Madonna. Il fonte battesimale è posta all'angolo tra la facciata e il muro a sud. Tra il portone d'ingresso e il rosone si trovano le canne ad anima dell'organo della chiesa.
L'altare maggiore attuale della chiesa di San Michele è posto tra due lesene sotto l'arcone che divide il coro dall'abside poligonale, con lunghezza totale di 7 m; nelle decorazioni lo stile usato è il neogotico, con frastagli e fogliami, scolpito in marmo bianco e cinerino di Carrara e diaspro di Pove; al centro vi è il tabernacolo, la cui struttura è alta 6,5 m sormontata dalla figura di Cristo risorto; ai fianchi del tabernacolo ci sono dodici nicchie contenenti le statue dei dodici apostoli.

#### Tele e altre opere

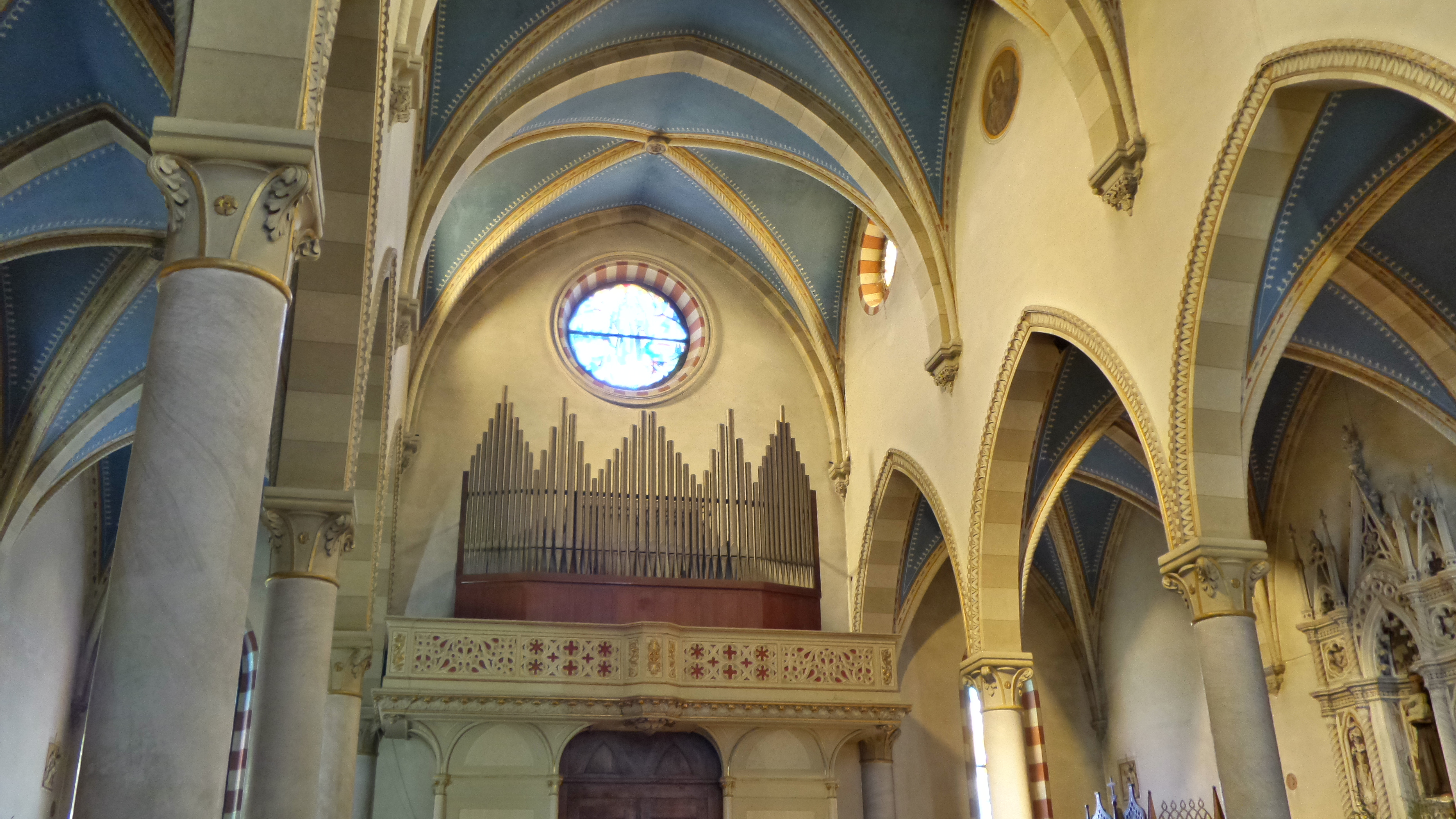
Interno, verso l'ingresso

Oltre alla già citata pala cinquecentesca, posta dietro l'altare, affissa all'interno del coro, vi è tra l'altare e la cappella un mosaico ottocentesco raffigurante Cristo risorto.

#### Reliquie
Tra le reliquie possedute dalla chiesa di San Michele, sono presenti i resti provenienti dal sepolcro di Gesù, un frammento di pietra del sepolcro di Maria, ossa di San Giuseppe, ossa di san Francesco d'Assisi, veste di santa Bertilla.